# Ciprian Tătărușanu
Anton Ciprian Tătăruşanu (Bucareste, 9 de fevereiro de 1986) é um ex-futebolista romeno que atuava como goleiro. Seu último clube foi o Abha, da Arábia Saudita.

## Carreira
Ciprian Tătărușanu fez parte do elenco da Seleção Romena de Futebol que disputou a Eurocopa de 2016.